# Canosa di Puglia
Canosa di Puglia é uma comuna italiana da região da Puglia, província de Barletta-Andria-Trani, com cerca de 29.588 habitantes (31/05/2018). Estende-se por uma área de 149 km², tendo uma densidade populacional de 204 hab/km². Faz fronteira com Andria, Barletta, Cerignola (FG), Lavello (PZ), Minervino Murge, San Ferdinando di Puglia (FG).
Conhecida como Canúsio (Canusium) durante o período romano.

## Demografia
| Variação demográfica do município entre 1861 e 2011                               |
|                                                                                   |
| Fonte: Istituto Nazionale di Statistica (ISTAT) - Elaboração gráfica da Wikipedia |